# 李孝逸
李孝逸（?—?），唐朝宗室，唐高祖李渊的八叔鄭王李亮的孙子，淮安王李神通的儿子。
少年好学，颇能属文。始封梁郡公。唐高宗时，四迁益州大都督府长史。武后擅国，入为左卫将军，非常宠遇。684年，徐敬业起事，朝廷以李孝逸为左玉钤卫大将军、扬州行军大总管，帅师南讨，敬业大败。李孝逸克扬州，敬業敗死。以功进为镇军大将军，徙封吴国公。
武承嗣忌恨他，以谗言，迁其为施州刺史。又向武后诬告他谋反，因其有功，免死，流放海南岛的儋州，不久去世，按《新唐书·则天皇后纪》則係被處死。景云（710年至712年）初年，追赠金州大都督。

## 延伸阅读
[在维基数据编辑]
 《新唐書·卷078》，出自《新唐書》